# Žerotín (přírodní památka)
Žerotín je přírodní památka jižně od města Strážnice v okrese Hodonín. Oblast spravuje AOPK ČR Správa CHKO Bílé Karpaty. Důvodem ochrany je charakteristický zbytek lesostepi s přirozenými společenstvy teplomilných rostlin a živočichů. Hlavním předmětem ochrany je jediný zachovalý fragment šípákové doubravy v chráněné krajinné oblasti Bílé Karpaty se zbytky teplomilných společenstev na mělkých skeletových půdách.